# Râul Valea Veche
Râul Valea Veche este un curs de apă, afluent al Pârâului Moale. 